# Peipin
Ne doit pas être confondu avec Peypin.
Peipin est une commune française, d'origine très ancienne, située au sud de Sisteron, dans le canton de Volonne, dans la vallée de la Durance, dans le département des Alpes-de-Haute-Provence en région Provence-Alpes-Côte d'Azur. Le nom des habitants de Peipin est Peipinois,.
Peipin est une commune disposant de commerces et de services de proximité ainsi que d'une zone commerciale. Ses ressources principales sont d'une part le  tourisme, axé autour de l'architecture historique du cœur du village et d'autre part, l'agriculture, dont la vigne, l'élevage, l'huile de lavande, l'huile d'olive et les fromage constituent le fer de lance, couronné par quatre appellations d'origine contrôlée.

## Géographie

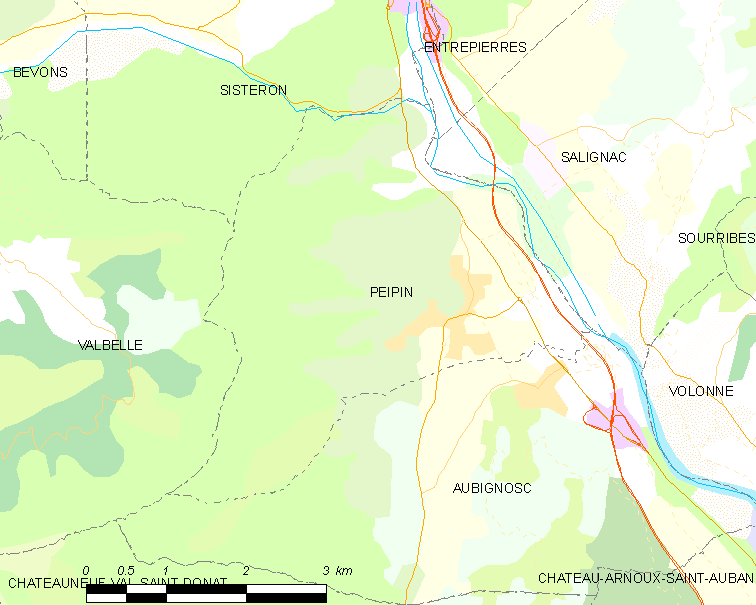
Peipin et les communes voisines (Cliquez sur la carte pour accéder à une grande carte avec la légende).

Les communes limitrophes de Peipin sont Salignac, Aubignosc, Châteauneuf-Val-Saint-Donat et Sisteron.

### Géologie
Peipin est sur la rive ouest de la vallée de la Durance, dans la zone des premières pentes de la montagne de Lure,  marquées par un relief raviné. 

Massif des Alpes et localisation des Préalpes de Digne.

Le territoire se situe en limite est des Baronnies, sur des formations calcaires provençales du Jurassique supérieur et du Crétacé inférieur (roches sédimentaires issues d'un ancien océan alpin), entre trois formations géologiques majeures des Alpes :
- les Baronnies ;
- la nappe de Digne à l'est[4],[5], au niveau du lobe de Valavoire : il s'agit d'une nappe de charriage, c'est-à-dire d'une dalle épaisse de près de 5 000 m qui s'est déplacée vers le sud-ouest durant l'Oligocène et la fin de la formation des Alpes. Les lobes (ou écailles) correspondent à la bordure découpée à l'ouest de la nappe ;
- la faille de la Durance au sud-ouest, dans la vallée ;
- le plateau de Valensole au sud-est : bassin molassique du Miocène et du Pliocène composé de roches sédimentaires détritiques (dépôts liés à l'érosion des montagnes apparues à l'Oligocène).

### Topographie

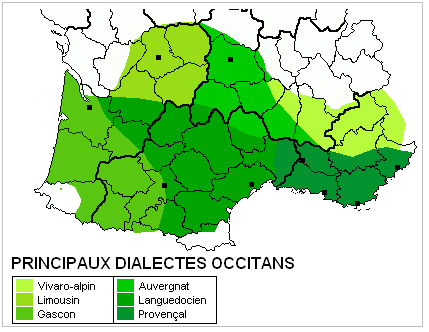
La montagne de Lure, frontière linguistique entre le provençal et le vivaro-alpin

Le village est situé au pied d’une colline, en rive droite de la Durance. Le territoire occupe le piémont oriental de la montagne de Lure. L'altitude varie sur le territoire communal de 438 mètres à 1 281 mètres (est de la chaine de la montagne de Lure, qui correspondait autrefois à une frontière linguistique entre deux variétés de la langue occitane).

### Hydrographie
La commune est bordée au nord par le Jabron et à l’est par la Durance. Des ruisseaux intermittents coulent dans les ravins.

### Climat
Pour des articles plus généraux, voir Climat de Provence-Alpes-Côte d'Azur et Climat des Alpes-de-Haute-Provence.
En 2010, le climat de la commune est de type climat méditerranéen altéré, selon une étude du Centre national de la recherche scientifique s'appuyant sur une série de données couvrant la période 1971-2000. En 2020, Météo-France publie une typologie des climats de la France métropolitaine dans laquelle la commune est exposée à un climat de montagne ou de marges de montagne et est dans la région climatique Alpes du sud, caractérisée par une pluviométrie annuelle de 850 à 1 000 mm, minimale en été.
Pour la période 1971-2000, la température annuelle moyenne est de 11,7 °C, avec une amplitude thermique annuelle de 17,6 °C. Le cumul annuel moyen de précipitations est de 834 mm, avec 6,5 jours de précipitations en janvier et 4,2 jours en juillet. Pour la période 1991-2020, la température moyenne annuelle observée sur la station météorologique de Météo-France la plus proche, « Saint-Auban », sur la commune de Château-Arnoux-Saint-Auban à 6 km à vol d'oiseau, est de 13,4 °C et le cumul annuel moyen de précipitations est de 714,2 mm. 
La température maximale relevée sur cette station est de 42,2 °C, atteinte le 28 juin 2019 ; la température minimale est de −13,4 °C, atteinte le 10 janvier 1985,,.
Les paramètres climatiques de la commune ont été estimés pour le milieu du siècle (2041-2070) selon différents scénarios d'émission de gaz à effet de serre à partir des nouvelles projections climatiques de référence DRIAS-2020. Ils sont consultables sur un site dédié publié par Météo-France en novembre 2022.

### Environnement
La commune compte 642 ha de bois et forêts, soit 49 % de sa superficie.

### Transports
La commune se situe entre Forcalquier (au sud-ouest), Sisteron, au nord, Digne-les-Bains à l'est et Gap plus loin au nord.
L'autoroute A 51 Val de Durance passe en limite est dans la vallée ; la sortie 21 (Aubignosc) permet de rejoindre le village, grâce aux départementales RD 4085 et 703.
La gare de Sisteron est desservie par la ligne TER Marseille - Briançon ; elle est doublée d'une gare routière. Des cars assurent les liaisons Digne-les-Bains - Château-Arnoux - Veynes ainsi que Digne-Avignon.
L'aérodrome de Sisteron-Thèze se situe à une vingtaine de kilomètres au nord, à Vaumeilh.
Un chemin de petite randonnée (itinéraire équestre) traverse la commune du sud à l'est. Il y a également un sentier de découverte.

### Risques naturels et technologiques
Aucune des 200 communes du département n'est en zone de risque sismique nul. Le canton de Volonne auquel appartient Peipin est en zone 1b (sismicité faible) selon la classification déterministe de 1991, basée sur les séismes historiques, et en zone 4 (risque moyen) selon la classification probabiliste EC8 de 2011. La commune de Peipin est également exposée à trois autres risques naturels :
- feu de forêt,
- inondation (dans la vallée de la Durance),
- mouvement de terrain : quelques versant de la commune sont concernés par un aléa moyen à fort[17].

La commune de Peipin est de plus exposée à deux risques d’origine technologique :
- celui de rupture de barrage : en cas de rupture du barrage de Serre-Ponçon, toute la vallée de la Durance serait menacée par l’onde de submersion[18] ;
- celui de transport de matières dangereuses, par rail, route et canalisations[19], ce transport étant dans le département principalement destiné à alimenter en matières premières des usines Arkema de Saint-Auban et Sanofi de Sisteron[20] :
  - en ce qui concerne la voie ferrée, c’est la ligne de Lyon à Marseille (via Grenoble) qui traverse la commune[21] ;
  - l’autoroute A51 et la départementale RD4085 (ancienne route nationale 85) peuvent être empruntée par les transports routiers de marchandises dangereuses[21] ;
  - enfin, la canalisation Transalpes qui sert à transporter de l’éthylène traverse la commune et constitue donc un facteur de risque supplémentaire[22],[23].

Le plan de prévention des risques naturels prévisibles (PPR) de la commune a été approuvé en 2008 pour le risque de mouvement de terrain ; il s’ajoute à un plan des surfaces submersibles datant de 1961,; le Dicrim existe 2010.
La commune a été l’objet de plusieurs arrêtés de catastrophe naturelle, tous liés à la nature des sols : en 1997 pour des inondations et des coulées de boue, et pour des mouvements de terrain liés à la sécheresse en 1989, 1990 et 1999.

### Toponymie
Le nom du village, tel qu’il apparaît la première fois en 1167 (Podium Pini), fait l’objet de différentes interprétations :
- selon Michel de la Torre, son nom podium parvum désigne la colline sur laquelle le village est construit[27] ;
- selon Ernest Nègre, podium pini est tiré d’une variante locale de l’occitan pour la colline aux pins[28],[29].

Cette dernière hypothèse repose sur le fait que cette région de la montagne de Lure faisait autrefois partie de la frontière linguistique entre deux variétés de la langue occitane.
On retrouve des racines courantes pour désigner les montages : comme podium (lieu élevé) qui a donné Les Puits. Les Blaches sont une colline, appelée ainsi car elles étaient couvertes de chêne blanc (au nord du village) ; la gorge de la Faillée est un bois de hêtres, établi dans ce ravin encaissé en raison de l’humidité qui y stagnait un peu plus longtemps, humidité favorable au hêtre.
La toponymie garde également la trace des activités agricoles qui façonnaient le paysage : les Granges, les Jas de Pierrevert, des Puits, de Buceille ; et Grand-Vigne : la commune avait quelques dizaines d’hectares de vigne au début du XIXe siècle.
Enfin, le hameau des Bons Enfants correspond à un hôpital construit pour héberger les voyageurs à l’extérieur du village. Il était situé au carrefour de la voie domitienne et itinéraire secondaire de la vallée du Jabron).

## Urbanisme

### Typologie
Au 1er janvier 2024, Peipin est catégorisée bourg rural, selon la nouvelle grille communale de densité à 7 niveaux définie par l'Insee en 2022.
Elle est située hors unité urbaine. Par ailleurs la commune fait partie de l'aire d'attraction de Sisteron, dont elle est une commune de la couronne,. Cette aire, qui regroupe 21 communes, est catégorisée dans les aires de moins de 50 000 habitants,.

### Occupation des sols
L'occupation des sols de la commune, telle qu'elle ressort de la base de données européenne d’occupation biophysique des sols Corine Land Cover (CLC), est marquée par l'importance des forêts et milieux semi-naturels (75,4 % en 2018), en diminution par rapport à 1990 (76,8 %). La répartition détaillée en 2018 est la suivante : 
forêts (41,9 %), milieux à végétation arbustive et/ou herbacée (33,6 %), terres arables (11 %), zones agricoles hétérogènes (6,5 %), zones urbanisées (4,9 %), zones industrielles ou commerciales et réseaux de communication (2,1 %).
L'évolution de l’occupation des sols de la commune et de ses infrastructures peut être observée sur les différentes représentations cartographiques du territoire : la carte de Cassini (XVIIIe siècle), la carte d'état-major (1820-1866) et les cartes ou photos aériennes de l'IGN pour la période actuelle (1950 à aujourd'hui).

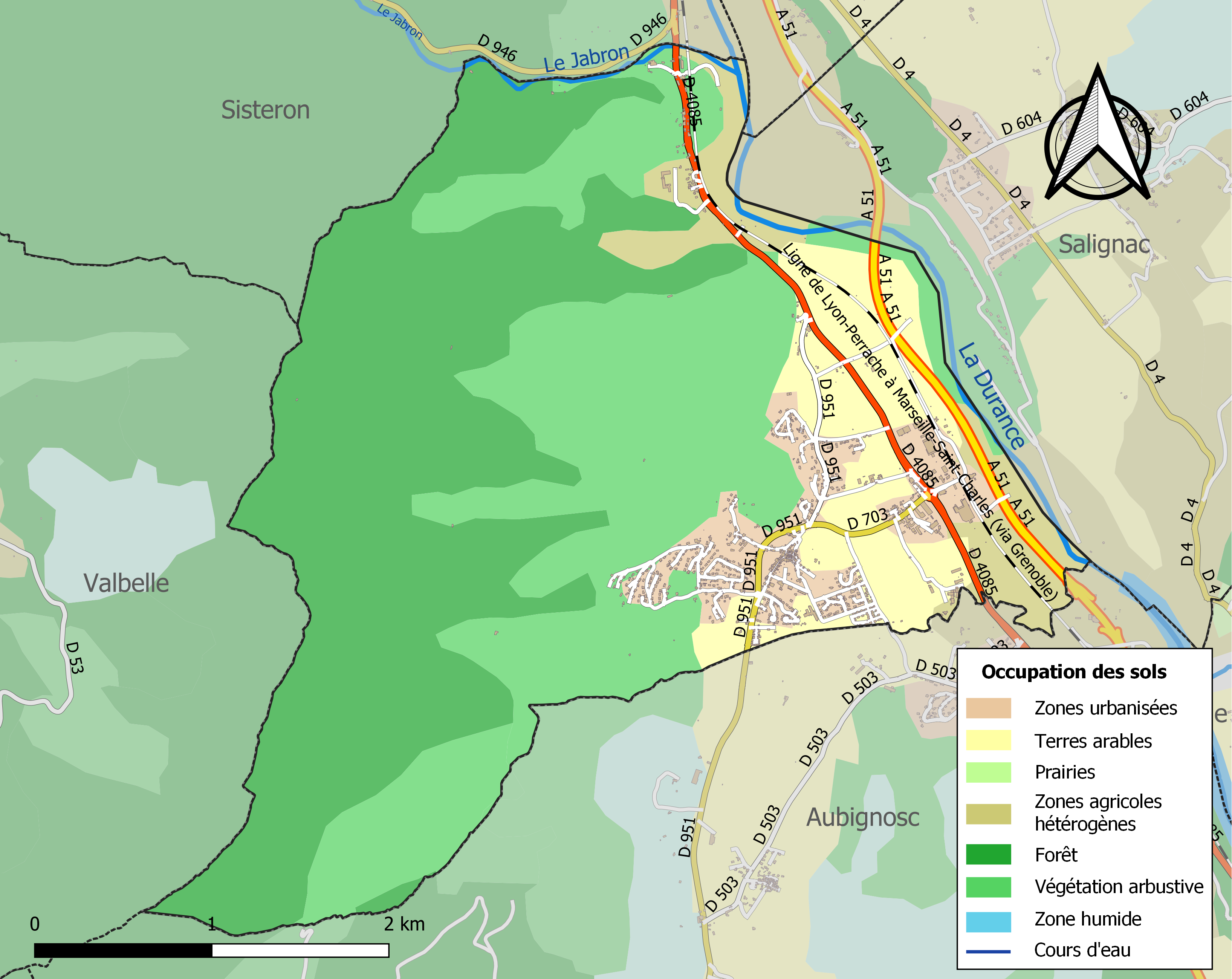
Carte de l'occupation des sols de la commune en 2018 (CLC).

## Histoire
L'histoire communale s'inscrit dans l'histoire régionale : occupation très ancienne, guerres de religion à partir de 1562, résistance départementale à Napoléon III, puis dépeuplement dû à l'exode rural commencé dans la deuxième moitié du XIXe siècle suivi des deux guerres mondiales mais endigué au cours du XXe siècle, jusqu'à dépasser les 1 000 habitants.

### Préhistoire
Au Frigouras, les fouilles de sauvetage qui ont précédé le chantier de l’A51 ont permis de mettre au jour un site occupé occasionnellement par des éleveurs du néolithique ancien (5000 à 6000 ans av. J.-C.). Ces éleveurs avaient des troupeaux de chèvres, de bœufs et de moutons. Ils utilisaient le silex local, de mauvaise qualité, ne recourant qu’exceptionnellement à un silex venant de plus loin.
Durant le premier âge du fer, un oppidum est occupé à la (ou les) Plaine, fortifié par deux murs de pierre. Le site a été fouillé en 1953 par Gaston Mée, qui y a en outre mis au jour un tumulus du VIe siècle av. J.-C..
Aux Granges, la fouille de 2004 a mis au jour une occupation du VIe siècle av. J.-C.. La fouille de la Plaine, en 2004, a également révélé un ensemble d’inhumations tout à fait particulier. Il s’agit de six tombes, disposées en cercle, et dont cinq concernent des hommes adultes, également du Ier âge du fer (VIe – Ve siècles av. J.-C.), dont un jeune homme aux dents usées par une pratique probablement liée à l’artisanat : cuir ou osier. La fouille de 2004 sur les foyers du site des Granges a confirmé la datation entre la deuxième moitié du VIe siècle av. J.-C. et la fin du Ve siècle av. J.-C..

### Antiquité
Dans l’Antiquité, le territoire de Peipin fait partie de celui des Sogiontiques (Sogiontii), dont le territoire s’étend du sud des Baronnies à la Durance. Les Sogiontiques sont fédérés aux Voconces, et après la conquête romaine, ils sont rattachés avec eux à la province romaine de Narbonnaise. Au IIe siècle, ils sont détachés des Voconces et forment une civitas distincte, avec pour capitale Segustero (Sisteron). De la période de présence romaine datent quelques vestiges. Plusieurs établissements se trouvaient sur le territoire actuel de Peipin : à proximité du gué de la Durance, au Piolard, sous le groupe scolaire.

### Moyen Âge

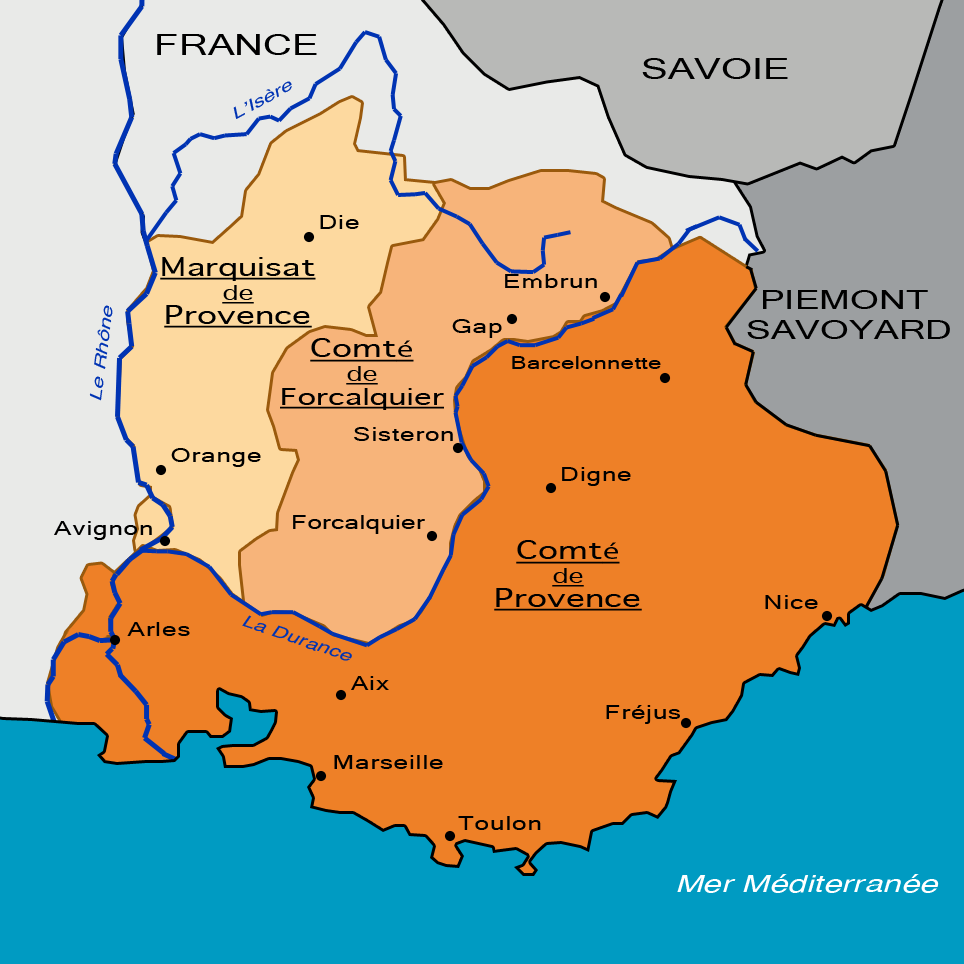
En 1125, le territoire fait partie du comté de Forcalquier.

Alors que le sud-est de la Gaule était une terre burgonde, le roi des Ostrogoths Théodoric le Grand fait la conquête de la région entre la Durance, le Rhône et l’Isère en 510. La commune dépend donc brièvement à nouveau de l’Italie, jusqu’en 526. En effet, pour se réconcilier avec le roi burgonde Gondemar III, la régente ostrogothe Amalasonthe lui rend ce territoire.
Aux XIIe et XIIIe siècles, l’église paroissiale, logée dans la chapelle du château, appartenait à l’abbaye Saint-André de Villeneuve-lès-Avignon, qui en percevait les revenus. Au cours de la guerre qui les oppose de 1191 à 1208 au sujet de Gersende de Forcalquier, les comtes de Provence Alphonse II et de Forcalquier Guillaume IV concluent une trêve en 1202-1203. Comme gage de bonne foi, chaque partie remet entre les mains de Raymond d'Agoult des biens, avec la sanction en cas de reprise des hostilités, la remise du bien à l’un des deux ordres militaires, Hospitaliers ou Templiers. Les hostilités reprirent, mais soit la sanction ne fut pas appliquée, soit elle le fut temporairement, puisqu’on retrouve en 1206 Guillaume IV de Forcalquier qui confie le fief de Peipin à Pons Justas, qui est donc un des plus anciens seigneurs connus du lieu.
Les seigneurs de Peipin ont établi un péage sur la route allant de Sisteron à Manosque à partir du XIIIe siècle, qui leur assuraient de confortables revenus. La mort de la reine Jeanne Ire ouvre une crise de succession à la tête du comté de Provence, les villes de l’Union d'Aix (1382-1387) soutenant Charles de Duras contre Louis Ier d'Anjou. Le seigneur de Peipin, Antoine de Glandevès, se rallie aux Angevins en 1385, après la mort de Louis Ier.
À la création des vigueries et baillies dans le comté de Provence, Peipin est placée dans la baillie de Sisteron.

### Époque moderne
À partir du XVIe siècle, l’habitat commence à délaisser le site perché pour descendre dans la plaine. Le mouvement est très progressif. La nouvelle église est construite en 1676.
En 1562, au début des guerres de religion, les protestants prennent le contrôle d’une partie de la Provence. Le comte de Sommerive, chargé par Catherine de Médicis de rétablir l’autorité royale dans cette province, envoie le capitaine Puy-Saint-Martin dit Bouquenègre. S'étant rendu coupable de nombreuses exactions, il est capturé dans le village en juillet, avant d'être condamné à la pendaison. Les protestants sont ensuite massacrés, Sommerive atteint son objectif de retour au calme.
En 1580, Peipin est occupé par le capitaine huguenot Gouvernet, avec Montfroc et Saint-Vincent.
Le péage sur l’ancienne voie domitienne, établi depuis le XIIIe siècle, est levé en 1758,.

### Époque contemporaine
Durant la Révolution, la commune compte une société patriotique, créée après la fin de 1792. En 1793, le château est mis aux enchères pour démolition. L’église Saint-Martin située sur la colline est vendue comme bien national et rachetée par les Castellane.
En 1851, à la suite du coup d'État du 2 décembre de Louis-Napoléon Bonaparte, les pays de Sisteron, Forcalquier, Manosque développent une résistance pour défendre la République : 15 000 hommes en armes sont mobilisés. Les résistants prennent le contrôle de la préfecture à Digne, et forment un « Comité départemental de résistance ». L'armée, ralliée au prince-président, intervient sans venir à bout de ce mouvement (combat des Mées), qui se disperse de lui-même quand il apprend que l’ensemble du pays est contrôlé par le futur Napoléon III. Après l’échec de l’insurrection, une sévère répression poursuit ceux qui se sont levés pour défendre la République : 6 habitants de Peipin sont traduits devant la commission mixte.
Comme de nombreuses communes du département, Peipin se dote d’une école bien avant les lois Jules Ferry : en 1863, elle en possède déjà une qui dispense une instruction primaire aux garçons, au chef-lieu. La même instruction est donnée aux filles, bien que la loi Falloux (1851) n’impose l’ouverture d’une école de filles qu’aux communes de plus de 800 habitants. La commune profite des subventions de la deuxième loi Duruy (1877) pour construire une école neuve.
Le département a connu dans plusieurs communes un important exode rural à partir des années 1850. La commune le connait un peu tardivement (à partir des années 1880), et pour une durée moins longue qu'ailleurs, puisqu'il s'arrête dès 1936. L’activité de poterie s’arrête à cette époque-là.
La région est également touchée par les épisodes mortels régionaux ou nationaux : épidémies de choléra puis guerres mondiales (hommes morts au front durant la Première Guerre mondiale). Durant la Seconde Guerre mondiale, le département est occupé par l'Italie en 1942-1943, puis par l'Allemagne nazie jusqu'en août 1944. À cette date, la ville voisine de Sisteron est bombardée par les alliés dans le cadre du Débarquement de Provence. Elle et Digne sont libérées le 19 août 1944.
Jusqu’au milieu du XXe siècle, la vigne était cultivée à Peipin. Le vin produit, de qualité médiocre, était destiné à l’autoconsommation, les propriétaires vivant à Peipin et à Sisteron : le vignoble de Peipin alimentait ainsi la ville voisine. Cette culture est aujourd’hui abandonnée
.
La commune a connu une importante croissance depuis, dépassant les 1 000 habitants à la fin des années 1980.

## Politique et administration

### Administration municipale
De par sa taille, la commune dispose d'un conseil municipal de 15 membres (article L2121-2 du Code général des collectivités territoriales). Lors du scrutin de 2008 il n’y eut qu’un seul tour Pierre Veyan a été réélu conseiller municipal avec le douzième total de 492 voix soit 74,68 % des suffrages exprimés. La participation a été de 69,37 % . Il a ensuite été élu maire par le conseil municipal.

### Liste des maires
L'élection du maire est la grande innovation de la Révolution de 1789. De 1790 à 1795, les maires sont élus au suffrage censitaire pour 2 ans. De 1795 à 1800, il n’y a pas de maires, la commune se contente de désigner un agent municipal qui est délégué à la municipalité de canton.
En 1799-1800, le Consulat revient sur l'élection des maires, qui sont désormais nommés par le pouvoir central. Ce système est conservé par les régimes suivants, à l'exception de la Deuxième République (1848-1851). Après avoir conservé le système autoritaire, la Troisième République libéralise par la loi du 5 avril 1884 l'administration des communes : le conseil municipal, élu au suffrage universel, élit le maire en son sein.
| Période                                  | Période                       | Identité                              | Étiquette | Qualité |
| ---------------------------------------- | ----------------------------- | ------------------------------------- | --------- | ------- |
| An 8                                     | 1813                          | MOLET Étienne                         |           |         |
| 1813                                     | 1816                          | MAUREL Barthélemy                     |           |         |
| 1816                                     | 1821                          | TURIN Joseph                          |           |         |
| 1821                                     | 1826                          | MAUREL Barthélemy                     |           |         |
| 1826                                     | 1831 (décembre)               | FERAUD Jean Guillaume                 |           |         |
| 1831 (décembre)                          | 1843 (juillet)                | BRUNEL Félix                          |           |         |
| 1843 (juillet)                           | 1843 (octobre)                | BAILLE Claude                         |           |         |
| 1843 (octobre)                           | 1850                          | JERJAYES Pierre                       |           |         |
| 1850                                     | 1852                          | DERRIVES Joseph                       |           |         |
| 1852                                     | 1855                          | BAILLE Adolphe                        |           |         |
| 1855                                     | 1861                          | JERJAYES Pierre                       |           |         |
| 1861                                     | 1862                          | BRES Fortuné                          |           |         |
| 1862                                     | 1865                          | DERRIVES Joseph                       |           |         |
| 1865                                     | 1870                          | THOME Louis                           |           |         |
| 1870                                     | 1874                          | RAVOUX Pierre Mathieu                 |           |         |
| 1874                                     | 1888                          | DEPEYRE Basile                        |           |         |
| 1888                                     | 1896                          | FERAUD Justin                         |           |         |
| 1896                                     | 1904                          | RAVOUX Calixte                        |           |         |
| 1904                                     | 1918                          | CHAIX Médard                          |           |         |
| 1918                                     | 1919 (décembre)               | BONTOUX Marius                        |           |         |
| 1919 (décembre)                          | 1929                          | GRIAT Xavier                          |           |         |
| 1929                                     | 1945                          | IMBERT Louis (au moins jusqu’en 1942) |           |         |
| 1945                                     | 1947                          | Octave Bontoux                        |           |         |
| 1947                                     | 1953                          | PUT Emmanuel                          |           |         |
| 1953                                     | 1959                          | IMBERT Louis                          |           |         |
| 1959                                     | 1971                          | EMMANUELLI Louis                      |           |         |
| 1971                                     | 1989                          | SCHMID Henri                          |           |         |
| 1989                                     | 1999                          | SUFFIT Claude                         | PCF       |         |
| 1999                                     | 2001                          | DAUPHIN Jean-Pierre                   | RPR       |         |
| 2001                                     | 2014                          | VEYAN Pierre,                         | DVG,      |         |
| 2014                                     | En cours (au 27 octobre 2022) | DAUPHIN Frédéric                      | DVD       |         |
|                                          |                               |                                       |           |         |
| Les données manquantes sont à compléter. |                               |                                       |           |         |

### Intercommunalité
Peipin fait partie:
- de 2001 à 2014, de la communauté de communes de la Moyenne Durance ;
- de 2014 à 2017, de la communauté de communes Lure-Vançon-Durance ;
- depuis le 1er janvier 2017, de la communauté de communes Jabron Lure Vançon Durance.

### Instances judiciaires et administratives
Peipin est une des neuf communes du canton de Volonne qui totalise 10 397 habitants en 1999. Le canton a fait partie de l’Arrondissement de Sisteron du 17 février 1800 au 10 septembre 1926, date de son rattachement à l'Arrondissement de Forcalquier.et de la Deuxième circonscription des Alpes-de-Haute-Provence. Peipin fait partie du canton de Volonne depuis 1801 après avoir fait partie du Canton de Sisteron de 1793 à 1801. Peipin fait partie des juridictions d’instance de Forcalquier, de la prud'hommale de Manosque, et de grande instance de Digne-les-Bains.

### Fiscalité locale
| Taxe                                        | Part communale | Part intercommunale | Part départementale | Part régionale |
| ------------------------------------------- | -------------- | ------------------- | ------------------- | -------------- |
| Taxe d'habitation                           | 9,35 %         | 0,00 %              | 5,53 %              | 0,00 %         |
| Taxe foncière sur les propriétés bâties     | 21,51 %        | 0,00 %              | 14,49 %             | 2,36 %         |
| Taxe foncière sur les propriétés non bâties | 67,06 %        | 0,00 %              | 47,16 %             | 8,85 %         |
| Taxe professionnelle                        | 0,00 %         | 15,23 %             | 10,80 %             | 3,84 %         |

La part régionale de la taxe d'habitation n'est pas applicable.
La taxe professionnelle est remplacée en 2010 par la cotisation foncière des entreprises (CFE) portant sur la valeur locative des biens immobiliers et par la contribution sur la valeur ajoutée des entreprises (CVAE) (les deux formant la contribution économique territoriale (CET) qui est un impôt local instauré par la loi de finances pour 2010).

### Politique environnementale
La déchèterie est à Château-Arnoux. Des composteurs individuels y sont vendus pour les particuliers.
La commune possède sa propre station d’épuration.

### Habitat

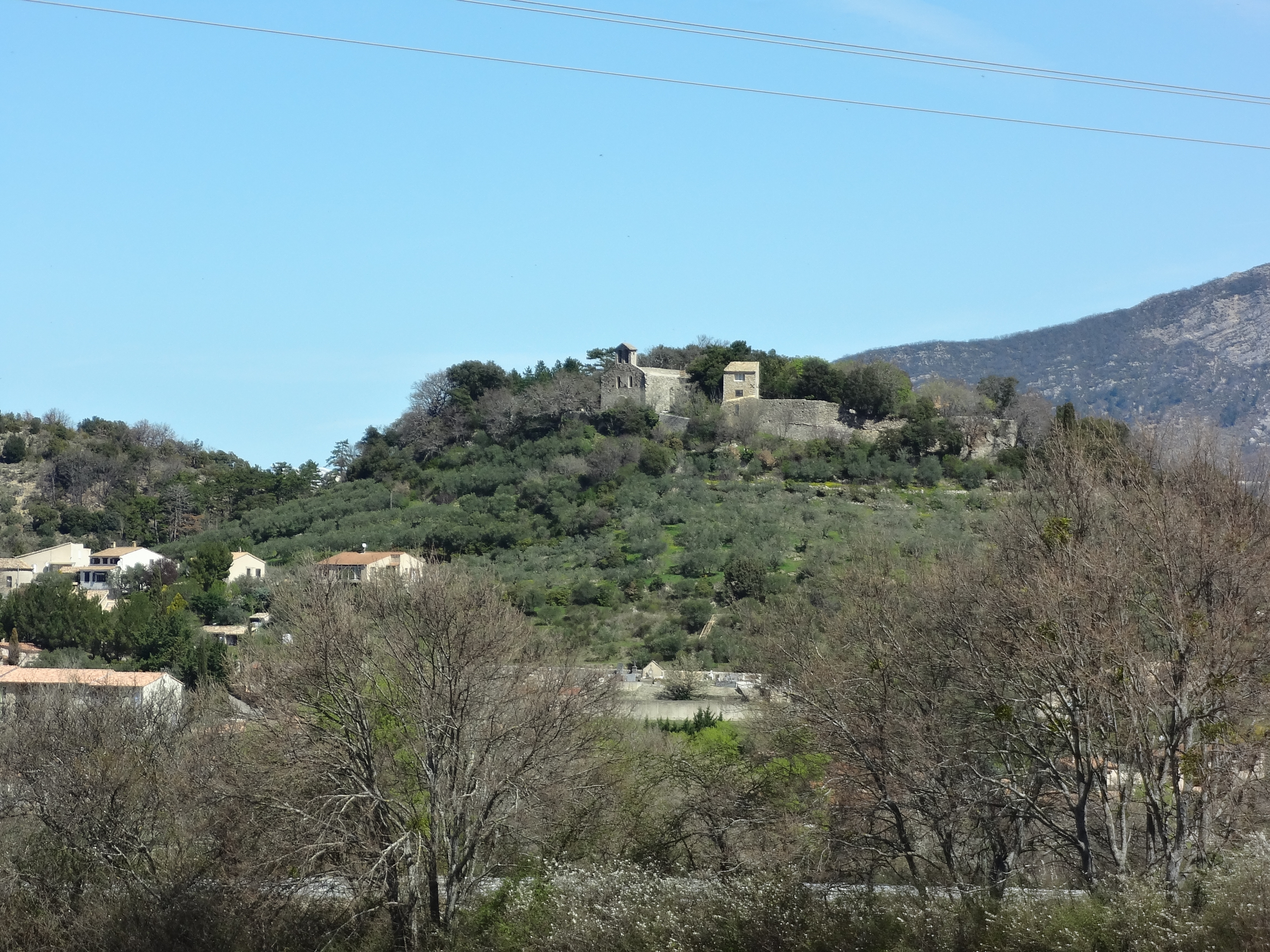
Colline du Vieux Peipin

L'habitat s'est beaucoup développé au cours du XXe siècle. Il existe plusieurs projets d'habitat locatif sociaux.

## Population et société

### Démographie
L'évolution du nombre d'habitants est connue à travers les recensements de la population effectués dans la commune depuis 1765. Pour les communes de moins de 10 000 habitants, une enquête de recensement portant sur toute la population est réalisée tous les cinq ans, les populations de référence des années intermédiaires étant quant à elles estimées par interpolation ou extrapolation. Pour la commune, le premier recensement exhaustif entrant dans le cadre du nouveau dispositif a été réalisé en 2006.

En 2022, la commune comptait 1 496 habitants, en évolution de +1,91 % par rapport à 2016 (Alpes-de-Haute-Provence : +2,84 %, France hors Mayotte : +2,11 %).
| 1765 | 1793 | 1800 | 1806 | 1821 | 1831 | 1836 | 1841 | 1846 |
| ---- | ---- | ---- | ---- | ---- | ---- | ---- | ---- | ---- |
| 345  | 379  | 395  | 398  | 390  | 466  | 466  | 451  | 487  |

| 1851 | 1856 | 1861 | 1866 | 1872 | 1876 | 1881 | 1886 | 1891 |
| ---- | ---- | ---- | ---- | ---- | ---- | ---- | ---- | ---- |
| 488  | 507  | 496  | 468  | 498  | 436  | 473  | 416  | 423  |

| 1896 | 1901 | 1906 | 1911 | 1921 | 1926 | 1931 | 1936 | 1946 |
| ---- | ---- | ---- | ---- | ---- | ---- | ---- | ---- | ---- |
| 416  | 402  | 421  | 372  | 283  | 293  | 262  | 214  | 252  |

| 1954 | 1962 | 1968 | 1975 | 1982 | 1990  | 1999  | 2006  | 2011  |
| ---- | ---- | ---- | ---- | ---- | ----- | ----- | ----- | ----- |
| 238  | 291  | 433  | 534  | 710  | 1 008 | 1 049 | 1 179 | 1 412 |

| 2016  | 2021  | 2022  | - | - | - | - | - | - |
| ----- | ----- | ----- | - | - | - | - | - | - |
| 1 468 | 1 480 | 1 496 | - | - | - | - | - | - |

| 1315    | 1471    |
| ------- | ------- |
| 42 feux | 18 feux |

L’histoire démographique de Peipin, après la saignée des XIVe et XVe siècles et le long mouvement de croissance jusqu’au début du XIXe siècle, est marquée par une période d’« étale » où la population reste relativement stable à un niveau élevé. Cette période dure de 1831 à 1881. L’exode rural provoque ensuite un mouvement de recul démographique de longue durée. En 1936, la commune enregistre la perte de la moitié de sa population du maximum historique de 1856. Le mouvement de recul s’arrête-là : depuis, la commune a connu une expansion démographique typique des communes résidentielles.

#### Superficie et population
Le village de Peipin a une superficie de 1 315 ha et une population de 1220 habitants (en 2005), ce qui le classe :
| Rang                          | Superficie | Population | Densité |
| ----------------------------- | ---------- | ---------- | ------- |
| France                        | 8 021e     | 14 673e    | 8 851e  |
| Provence-Alpes-Côte d'Azur    | 402e       | 738e       | 307e    |
| Alpes-de-Haute-Provence       | 26e        | 167e       | 16e     |
| Arrondissement de Forcalquier | 15e        | 65e        | 12e     |
| Canton de Volonne             | 4e         | 8e         | 2e      |

### Enseignement
La commune dispose d’une école primaire publique. Ensuite les élèves sont affectés au collège de la cité scolaire Paul-Arène à Sisteron, puis poursuivent au lycée de la cité scolaire Paul-Arène.

### Santé
Un médecin et une pharmacie sont sur la commune, qui dépend du centre hospitalier de Sisteron.

### Sports
Un terrain sportif se situe en limite communale, à cheval entre Aubignosc et Peipin. Ce stade est le lieu de résidence du club de football local, l'USCAP qui possède deux équipes sénior (une masculine et une féminine) et une école de football. Les joueurs viennent des trois communes d'Aubignosc, de Châteauneuf-Val-Saint-Donat et de Peipin.
Le club de karaté, le Shotokan Karaté 04, est installé dans la commune depuis les années 90.
Un terrain de jeux ludique dit "City Stade" ou l'on peut jouer au football, basket, skate, trottinette.
On y pratique également la randonnée, la chasse, la pêche, l'équitation (relais équestre)...

### Cultes
Peipin dispose de l'église Saint-Martin, construite en 1676. Elle est rattachée au diocèse de Digne.

## Économie

### Revenus de la population
En 2008, le revenu fiscal médian par ménage était de 15 841 € (15 027 € en France) pour 732 foyers fiscaux, seuls 52,6 % de ces foyers sont imposés avec un revenu net de 31 418 € représentant un impôt moyen de 1 168 €,.

### Aperçu général
En 2009, la population active s’élevait à 593 personnes, dont 80 chômeurs (69 fin 2011). Ces travailleurs sont majoritairement salariés (86 %) et travaillent majoritairement hors de la commune (77 %).

### Agriculture

#### Établissements
Fin 2010, le secteur primaire (agriculture, sylviculture, pêche) comptait sept établissements actifs au sens de l’Insee (exploitants non professionnels inclus) et aucun emploi salarié.
Le nombre d’exploitations professionnelles, selon l’enquête Agreste du ministère de l’Agriculture, est de cinq en 2010. Il était de six en 2000, de 16 en 1988. Actuellement[Quand ?], l’agriculture communale est variée, avec des élevages hors-sol, des polyculteurs et des cultures permanentes. De 1988 à 2000, la surface agricole utile (SAU) a fortement baissé, de 284 à 135 ha, avant de légèrement augmenter lors de la dernière décennie, à 142 ha.

#### Cultures labellisées
La commune de Peipin a une agriculture spécialisée très développée[précision nécessaire]. La commune est située dans le périmètre de quatre appellation d'origine contrôlée (AOC) (huile essentielle de lavande de Haute-Provence, banon, huile d'olive de Provence et huile d'olive de Haute-Provence) et de neuf labels indication géographique protégée (IGP) (petit épeautre, miel de Provence). Des thyms et des arbres fruitiers y poussent également.
L’agneau de Sisteron est un agneau élevé sous la mère pendant 60 jours minimum, ayant un âge compris entre 70 et 150 jours et pesant près de 13 à 19 kg. Il n’y a plus d’éleveur spécialisé sur la commune. Cette IGP, comme les IGP et VDP concernant le vin (vin de pays des Alpes-de-Haute-Provence (IGP) blanc, rouge et rosé et VDP de Méditerranée blanc, rouge et rosé), ne sont pas utilisées, la vigne n’étant pas non plus cultivée pour une production commerciale dans la commune.
La culture de l’olivier est pratiquée dans la commune depuis des siècles, tout en étant limitée à certains versants. Le terroir de la commune se situe en effet à la limite altitudinale de l’arbre, qui ne peut que difficilement être exploité au-delà des 650 mètres. L’oliveraie de Peipin était très limitée au début du XIXe siècle, et occupait moins de dix hectares. Actuellement[Quand ?], elle a progressé et compte entre 1000 et 3 500 pieds exploités. L’huile produite à partir des olives récoltées dans la commune bénéficie des AOC huile d’olive de Provence et huile d’olive de Haute-Provence.

Productions agricoles de Peipin.
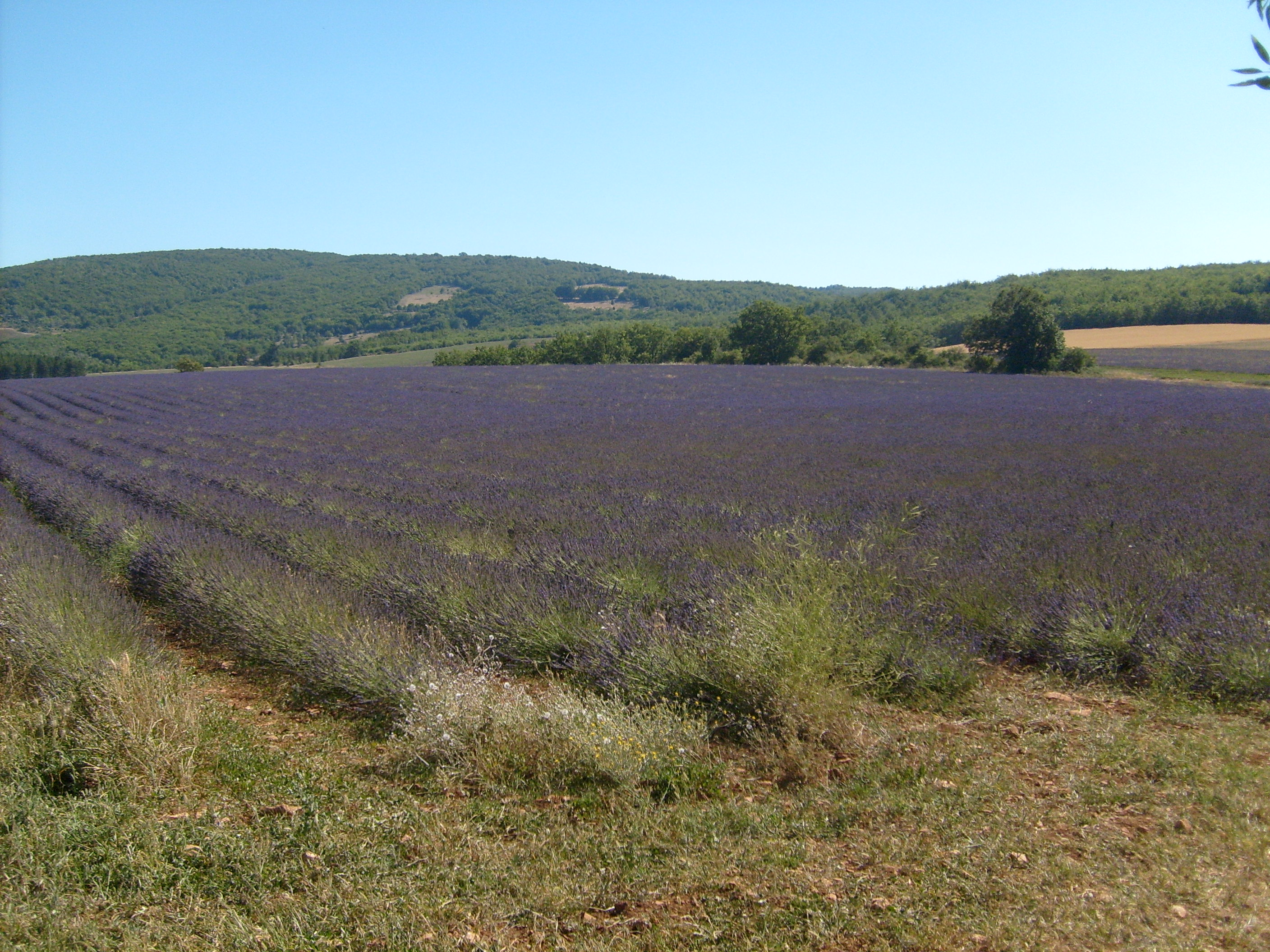
Champ de lavande sur le plateau d'Albion.
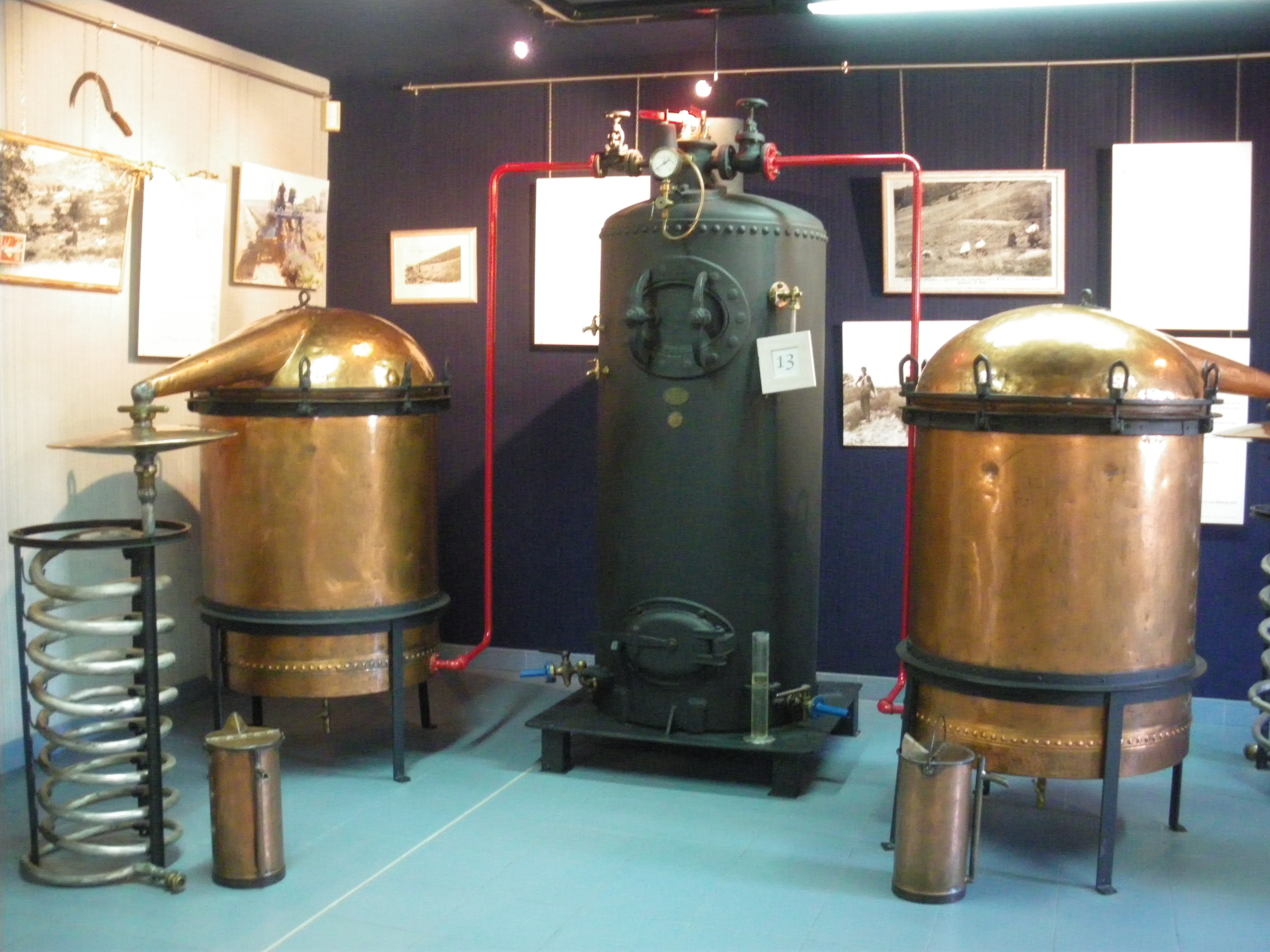
Alambics pour distiller la lavande.
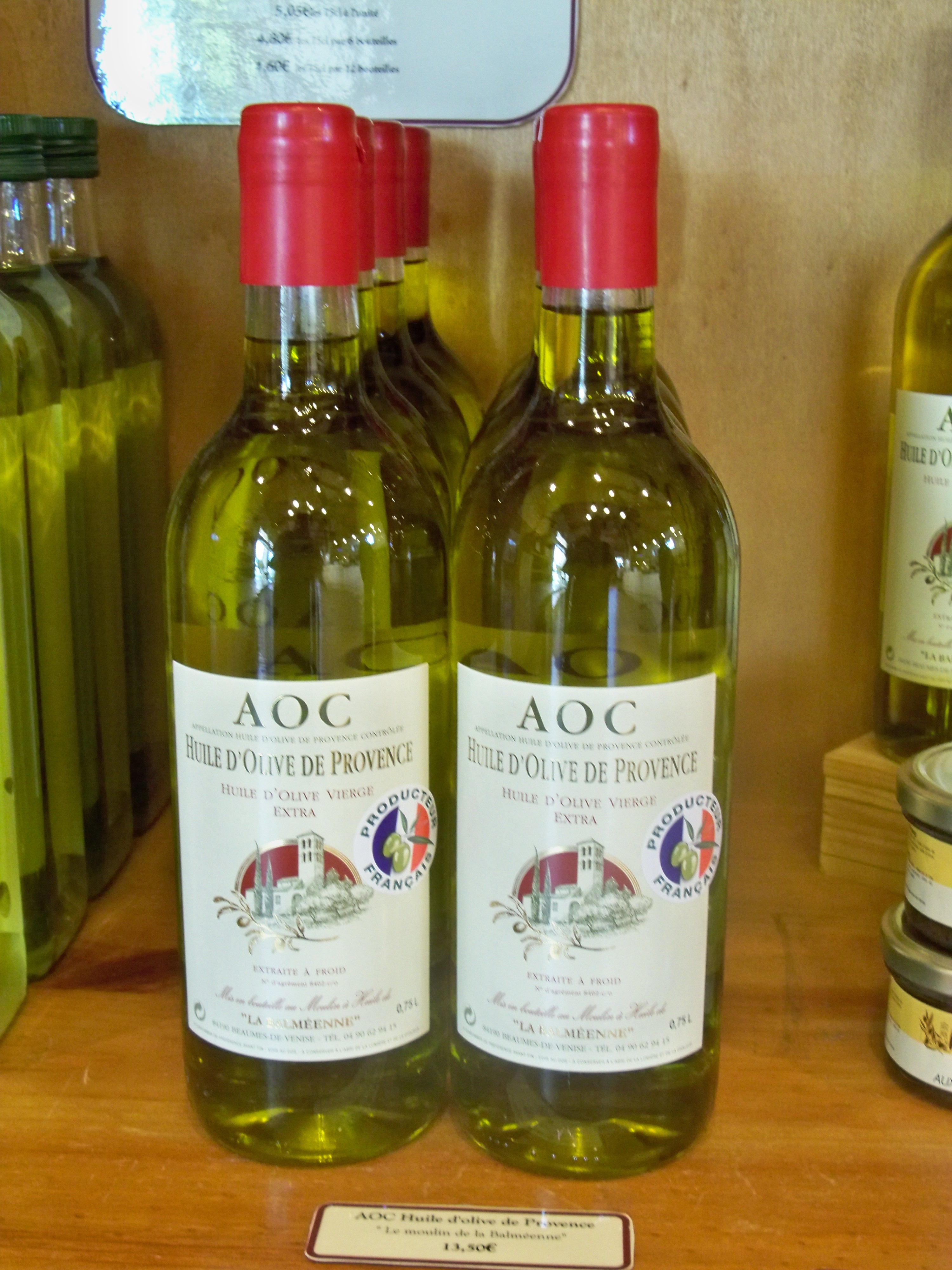
Huile de Provence AOC.
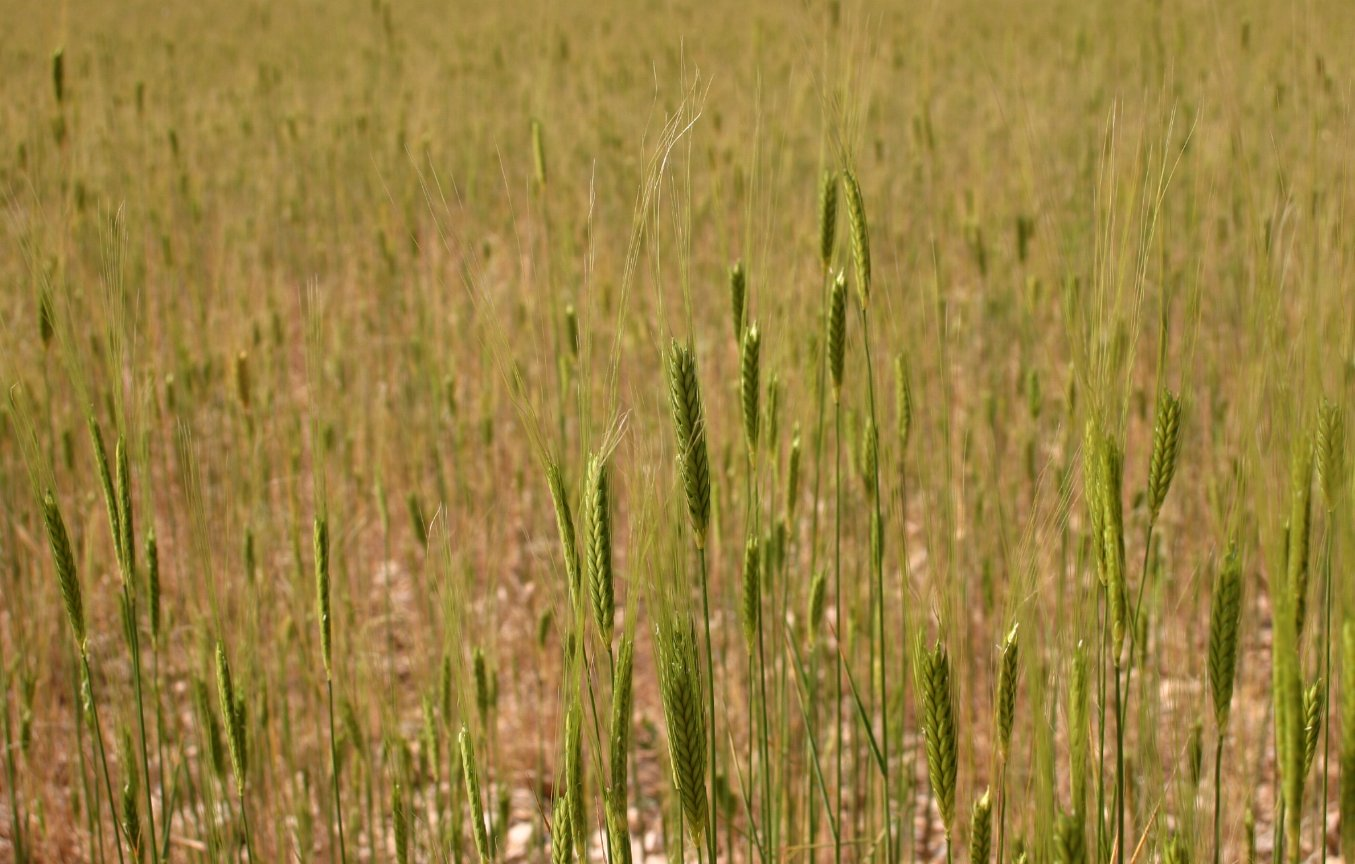
Petit épeautre.
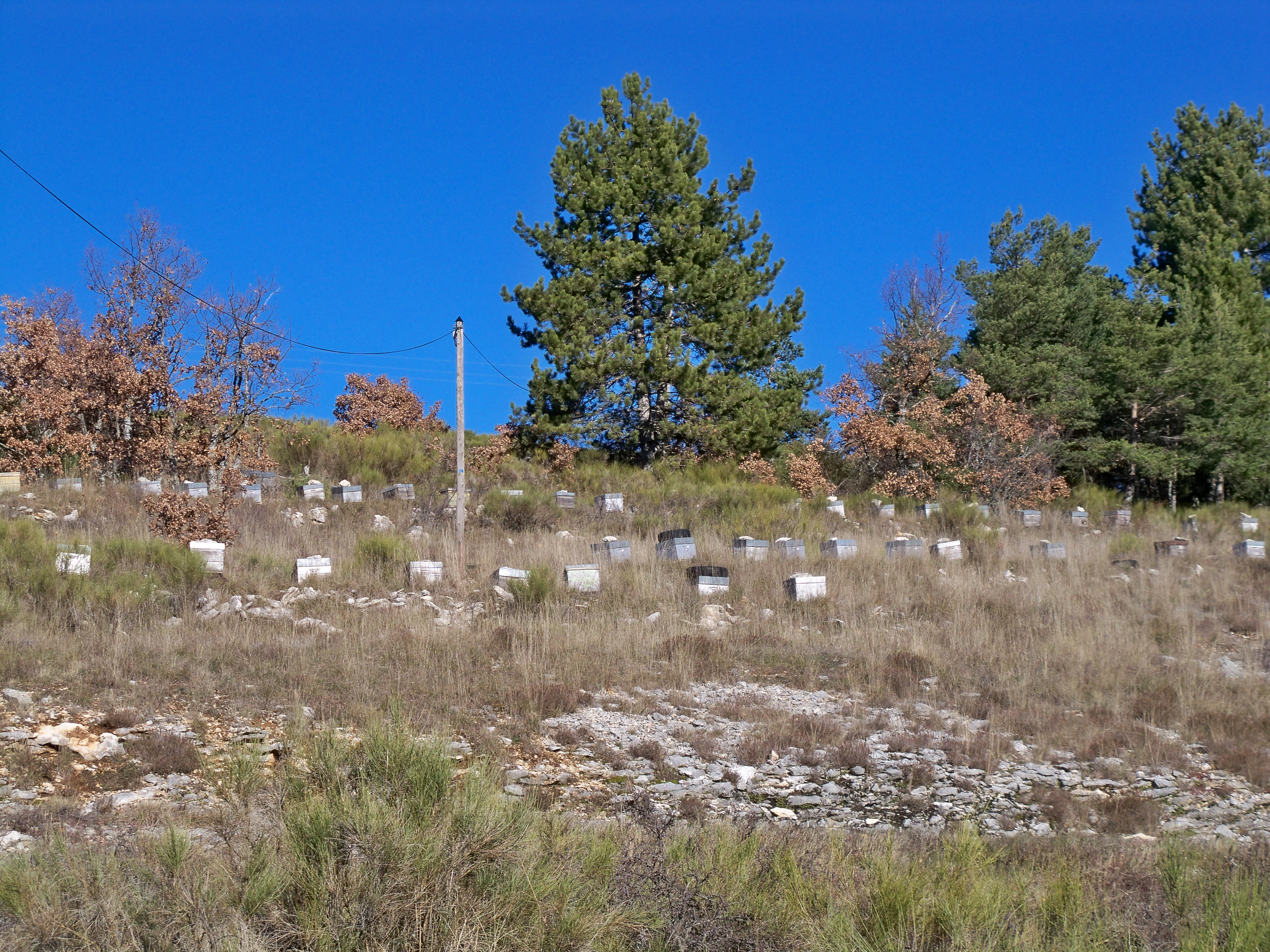
Ruches à la Combe du Pommier.
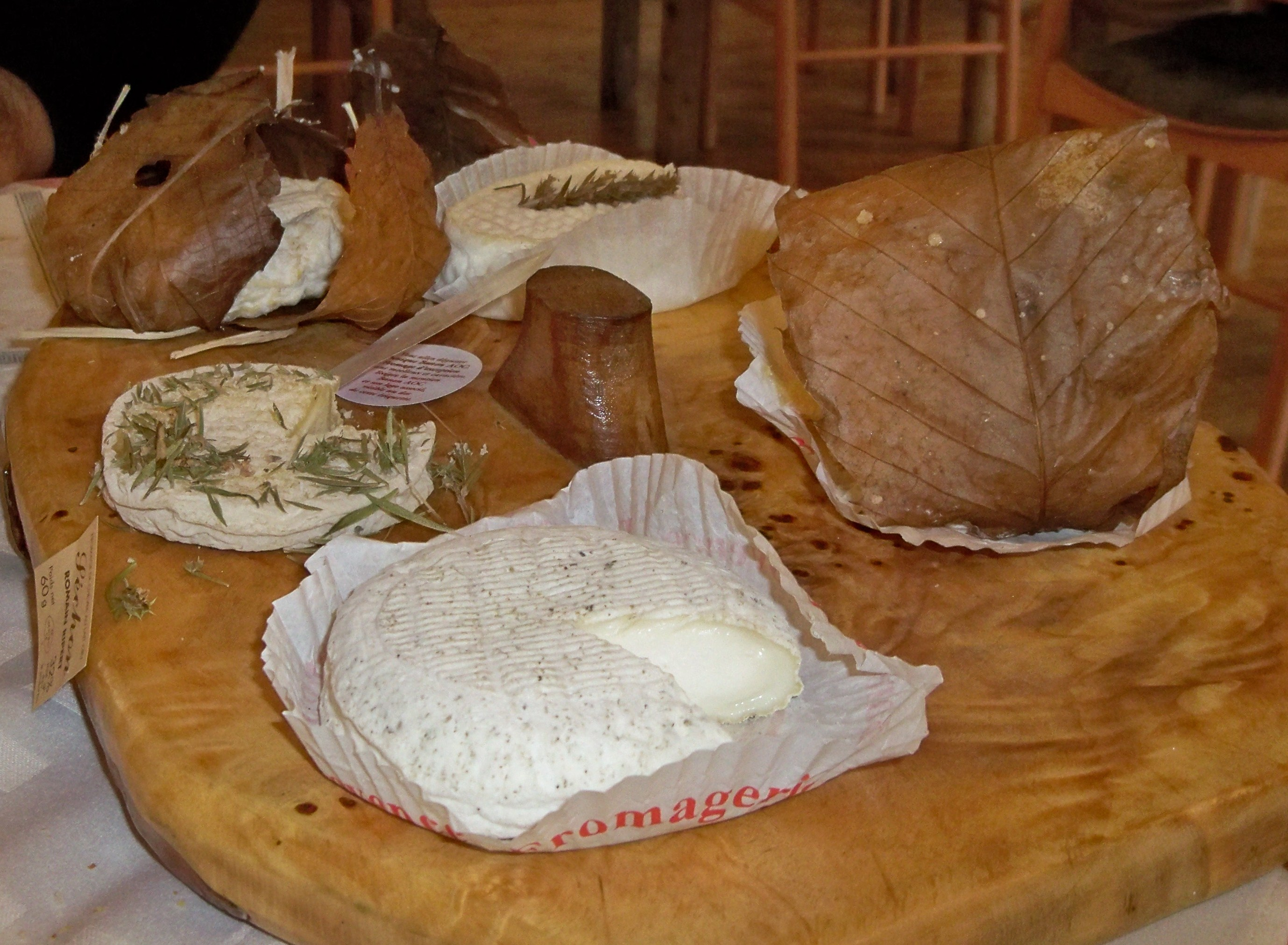
Plateau d'AOC Banon dans un restaurant de Revest-du-Bion.

### Industrie et artisanat
Fin 2010, le secteur secondaire (industrie et construction) comptait 27 établissements, employant 34 salariés.
Une brasserie est implantée sur la commune[réf. nécessaire].
Une grande zone artisanale et commerciale est établie à l’écart de Peipin, le long de la RD 4085 (ancienne route nationale). Climax, chauffagiste et installateur de climatisation, emploie 10 salariés.

### Secteur tertiaire
Fin 2010, le secteur tertiaire (commerces, services) comptait 108 établissements, employant un total de 283 salariés et 14 établissements administratifs assurant les services sanitaire, social et l’enseignement, avec un effectif de 42 personnes.
D'après l’Observatoire départemental du tourisme, la fonction touristique est secondaire pour la commune, la capacité d'hébergement étant très faible,:
- deux hôtels[99] dont un ayant une capacité de 10 chambres[100] a été récompensé de deux étoiles[101];
- des chambres d’hôtes[102] ;
- un gîte d'étape équestre[103],[104];
- des meublés non labellisés[105].

Les résidences secondaires, si elles apportent un complément à la capacité d’accueil, restent peu nombreuses : au nombre de 33, elles représentent 5 % des logements. Parmi les résidences secondaires, deux possèdent plus d’un logement,.

## Monuments et centres d'interêt
- L'une des plus anciennes maisons du village date de 1574[108].
- Entre la commune de Sisteron et celle de Peipin, le pont sur le Jabron, au lieu-dit Bons-Enfants, date de 1666, remplace un pont de bois, dont les trous de boulin, servant à poser le cintre, sont encore visibles. L’ancienne RN 85 l’empruntait. Il est possible qu’il ait succédé à un pont antique[109].
- Les ruines du château fort, détruit en 1793[110].
- La chapelle, de style roman, date du XVIe siècle.
- L’église Saint-Martin, classée monument historique, date de 1676. Elle est placée sous le patronage de Saint Pierre-ès-Liens[26],[47]. Son architecture en fait un site remarquable[111] grâce à une nef ornée de deux travées, des voûtes en arête, ainsi que deux chapelles autour du chœur[112]. Parmi les élements de son mobilier, plusieurs ont une valeur historique reconnue :
  - une statue de bois représentant saint Roch avec son chien (fin XVIIe ou début XVIIIe), classée en 1988[113],[114] ;
  - une statue de la Vierge à l’Enfant, en bois polychrome et doré, du XVIIIe siècle, classée en 1988[115] ;
  - une statue de bois représentant saint Paul, classée en 1988[116] ;
  - un coffre de bois du XVIIe siècle, classé en 1991[117] ;
  - une statue de faïence signée, du XVIIIe siècle, représentant la Vierge à l’Enfant et classée le 15 juin 1944[118], dont l’auteur serait Joseph Fauchier[6].
- Le monument aux morts[119].

### Équipements culturels
La commune dispose d'une bibliothèque comptant près de 6 700 documents, d'une ludothèque, un point de consultation Internet et de formation à l’informatique (dit Espace Régional Internet Citoyen - ERIC) financé par la région.

### Héraldique
|  | Blasonnement : De gueules à une fasce d'argent chargée du mot PEYPIN en caractères de sable et accompagnée de trois roses aussi d'argent. |